# Cedrus deodara
Pour les articles homonymes, voir Himalaya (homonymie).
Espèce
Classification phylogénétique
Statut de conservation UICN

 LC  : Préoccupation mineure
Le Cèdre de l'Himalaya (Cedrus deodara), aussi appelé Cèdre sacré ou Cèdre déodar, est un conifère appartenant au genre des cèdres et à la famille des Pinacées. C'est un grand arbre qui peut mesurer jusqu'à 50 m de haut. Il est originaire des forêts tempérées d'altitude sur les contreforts méridionaux de l'Himalaya.

## Description
C'est un arbre mesurant au maximum 60 m de hauteur, avec un diamètre (du tronc) à hauteur de poitrine de 3 m au maximum.
L'écorce grisâtre, sombre, est craquelée et forme des sortes d'écailles de taille irrégulière. Les branches sont généralement sub-horizontales, mais les rameaux secondaires sont le plus souvent pendants et de couleur plus jaunâtre. Les pousses terminales retombantes donnent à ce cèdre un aspect pleureur, mais le sommet de l'arbre, à maturité, conserve souvent un aspect pointu, alors que les autres espèces de cèdres ont alors un sommet tabulaire ou un peu arrondi.
Comme tous les cèdres, il a des aiguilles réunies en bouquets sur des rameaux de deux ans. Il s'en distingue toutefois par la longueur des aiguilles (2,5 à 5 cm,), plus importante que celle des autres espèces de cèdres, leur couleur vert clair et leur souplesse. Ces aiguilles sont linéaires, mais plus étroites à leur base ; leur section est triangulaire et mesure de 1 à 1,5 mm de largeur. Elles présentent de deux à trois lignes de stomates sur la face supérieure, et de quatre à six sur la face inférieure.
Les cônes femelles ont un sommet arrondi, contrairement à ceux de Cedrus atlantica et Cedrus libani, qui ont des cônes à sommet plus aplati. Les cônes du cèdre de l'Himalaya sont de plus en moyenne un peu plus longs que ceux des autres espèces de cèdres ; ils mesurent de 7 à 12 cm de long et 5 à 9 cm de large. Ces cônes sont formés d'écailles de 2,5 à 4 cm de long et 4 à 6 cm de large, chacune abritant une graine d’environ 1 cm de long, prolongée par une ailette de 1,5 à 2 cm de long.

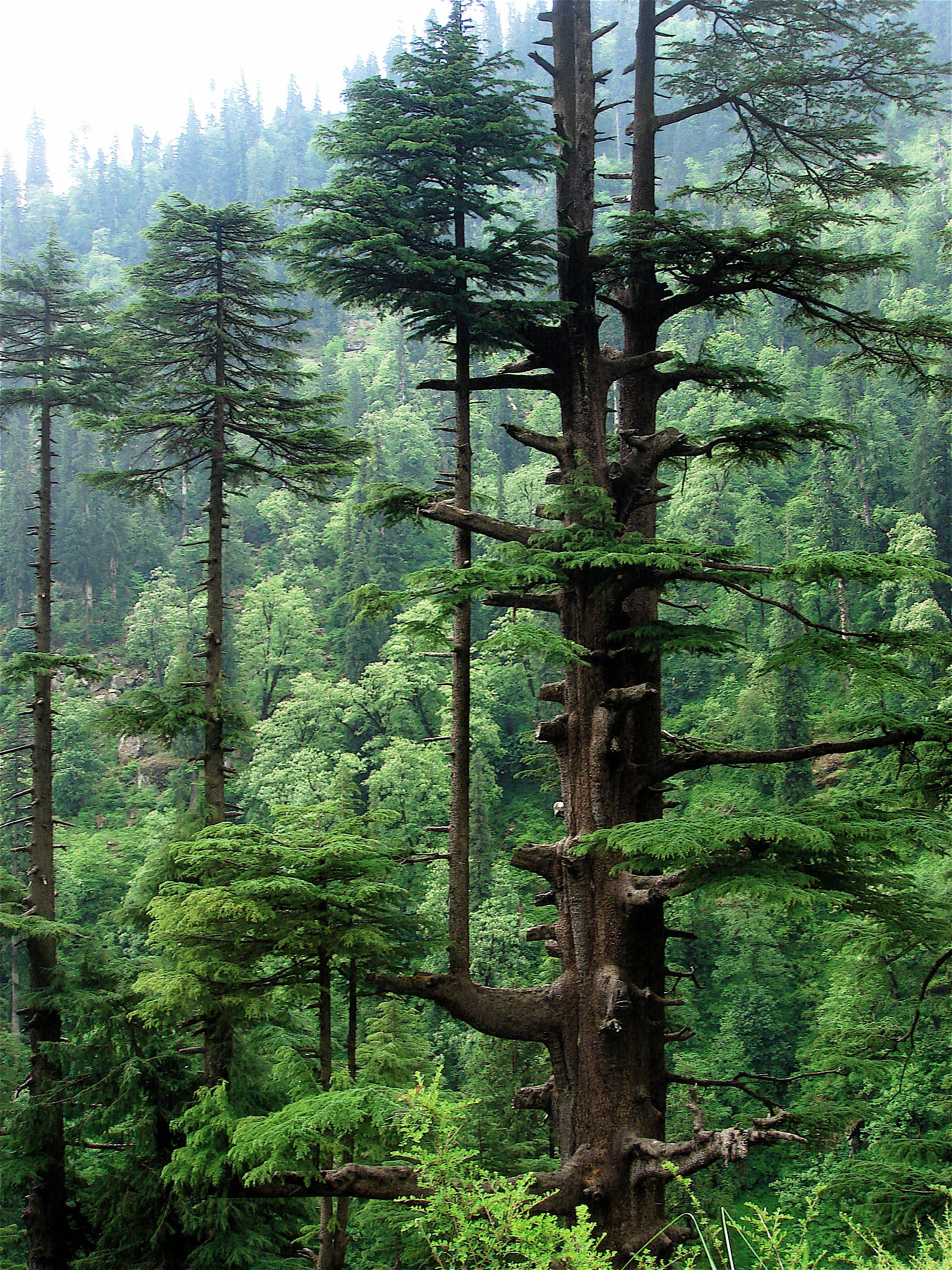
Un petit déodar se développant à partir de la branche d'un plus grand : un excellent exemple de réitération totale.

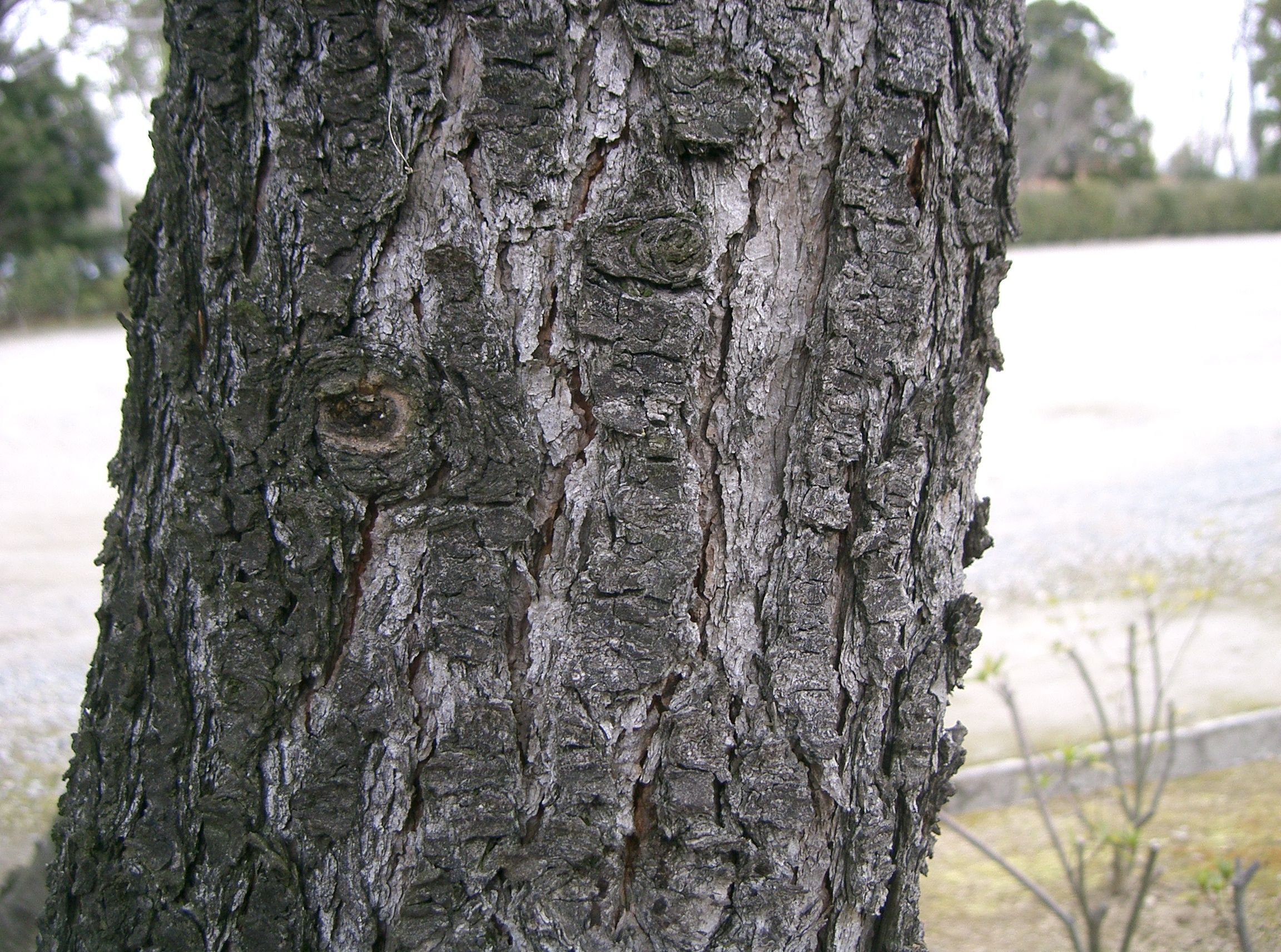
Écorce.
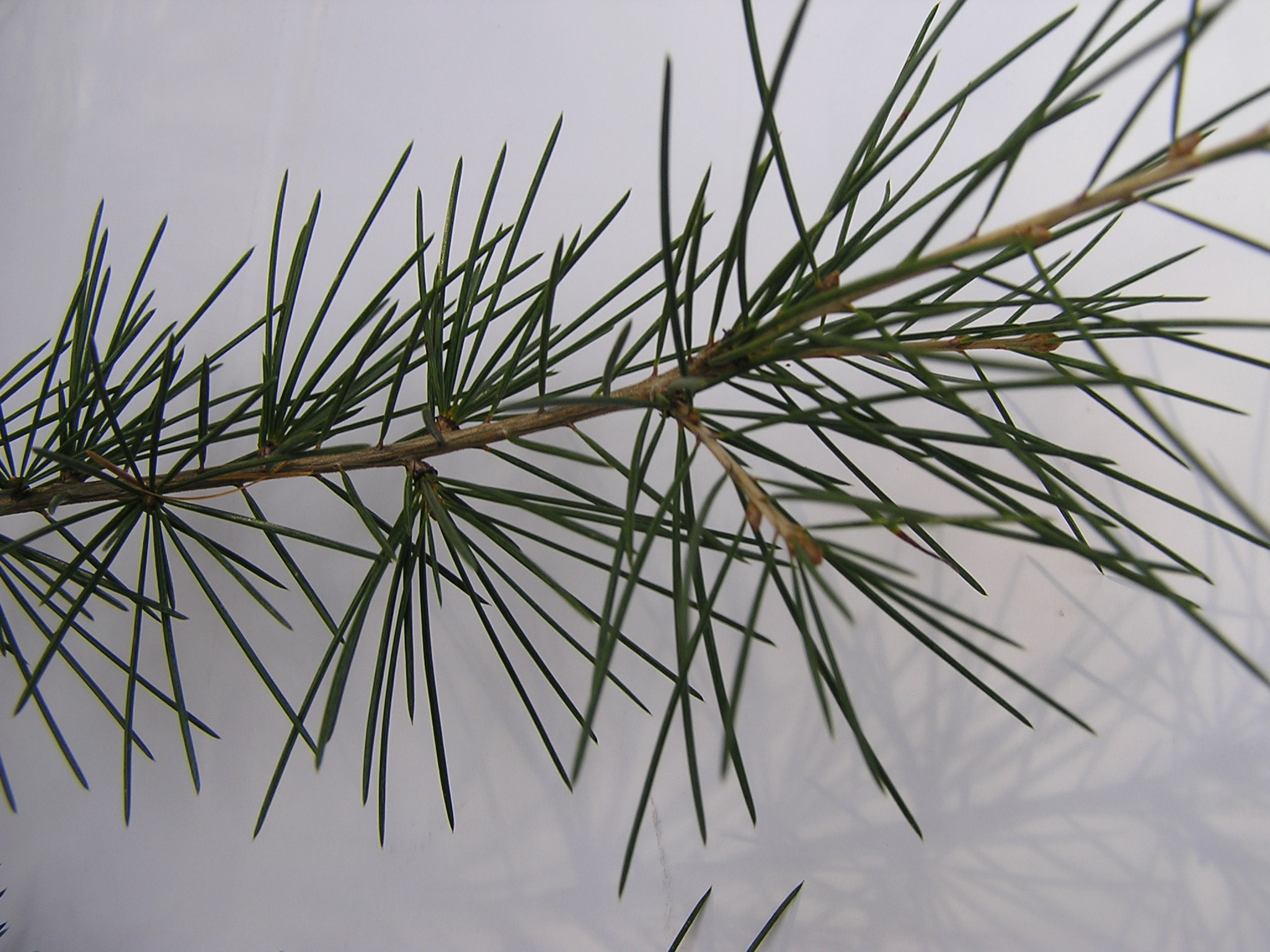
Feuillage.
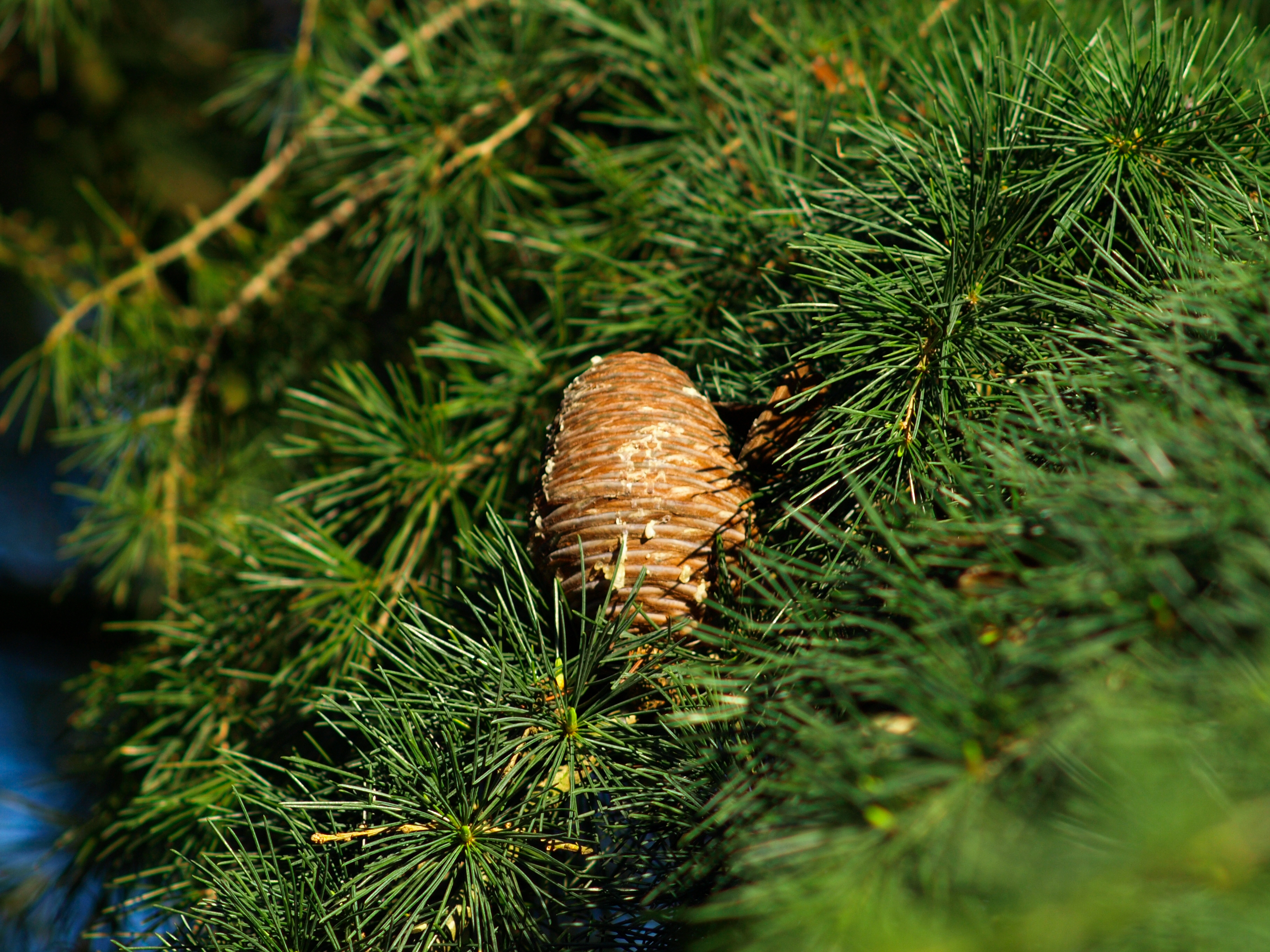
Cône femelle mature.
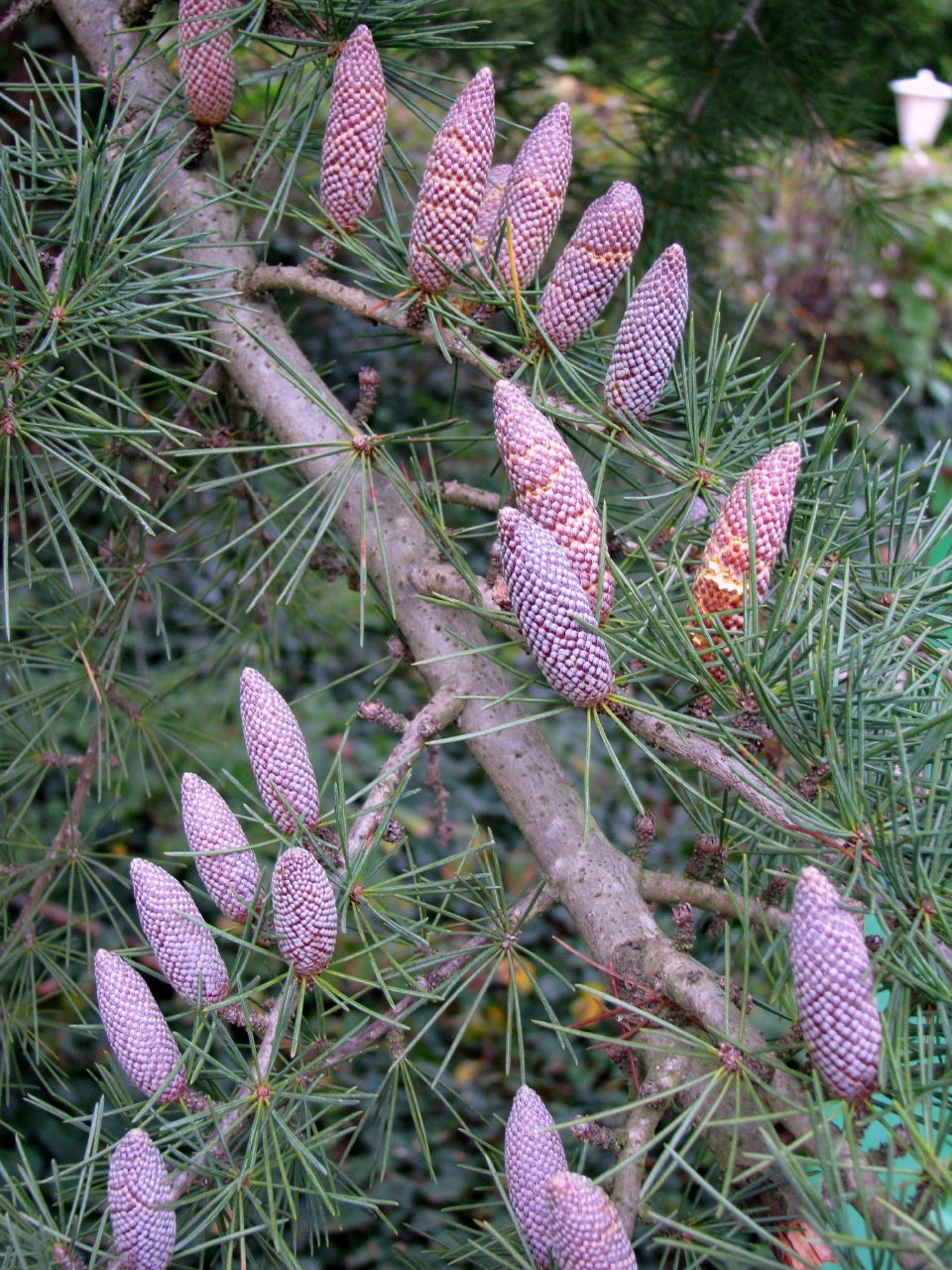
Cônes mâles matures.

## Habitat
Originaire de l'Himalaya (à l'extrême sud-ouest du Xizang : la région autonome du Tibet), on peut aussi le trouver à l'état natif en Afghanistan, en Inde (régions de l'Himachal Pradesh, de l'Uttar Pradesh et du Jammu-Kashmir), au Népal et au Pakistan, entre 1 500 et 3 000 m d'altitude pour l'ouest de son aire de répartition, et entre 1 300 et 3 300 m pour l'est de celle-ci où le climat est plus humide. Il est aussi largement cultivé à des fins ornementales dans de nombreuses provinces chinoises, dans le Anhui, le Fujian, le Guangdong, le Guangxi, le Hebei, le Henan et le Hubei.
En altitude, il forme de belles forêts où il peut être dominant, ou mélangé à diverses espèces telles que Sapin argenté, Pin de l'Himalaya, Épicéa de l'Himalaya, Cyprès de l'Himalaya, mais aussi Sapin de l'Himalaya oriental au Népal. À de plus hautes altitudes, il n'est plus accompagné que du Genévrier écailleux, alors qu'à des altitude plus faibles on peut le trouver en compagnie de diverses espèces de chênes, d'érables, de Prunus ou de bouleaux, du Marronnier de l'Himalaya ou encore du noisetier Corylus jacquemontii.
C'est un arbre qui ne supporte pas les premieres gelées.

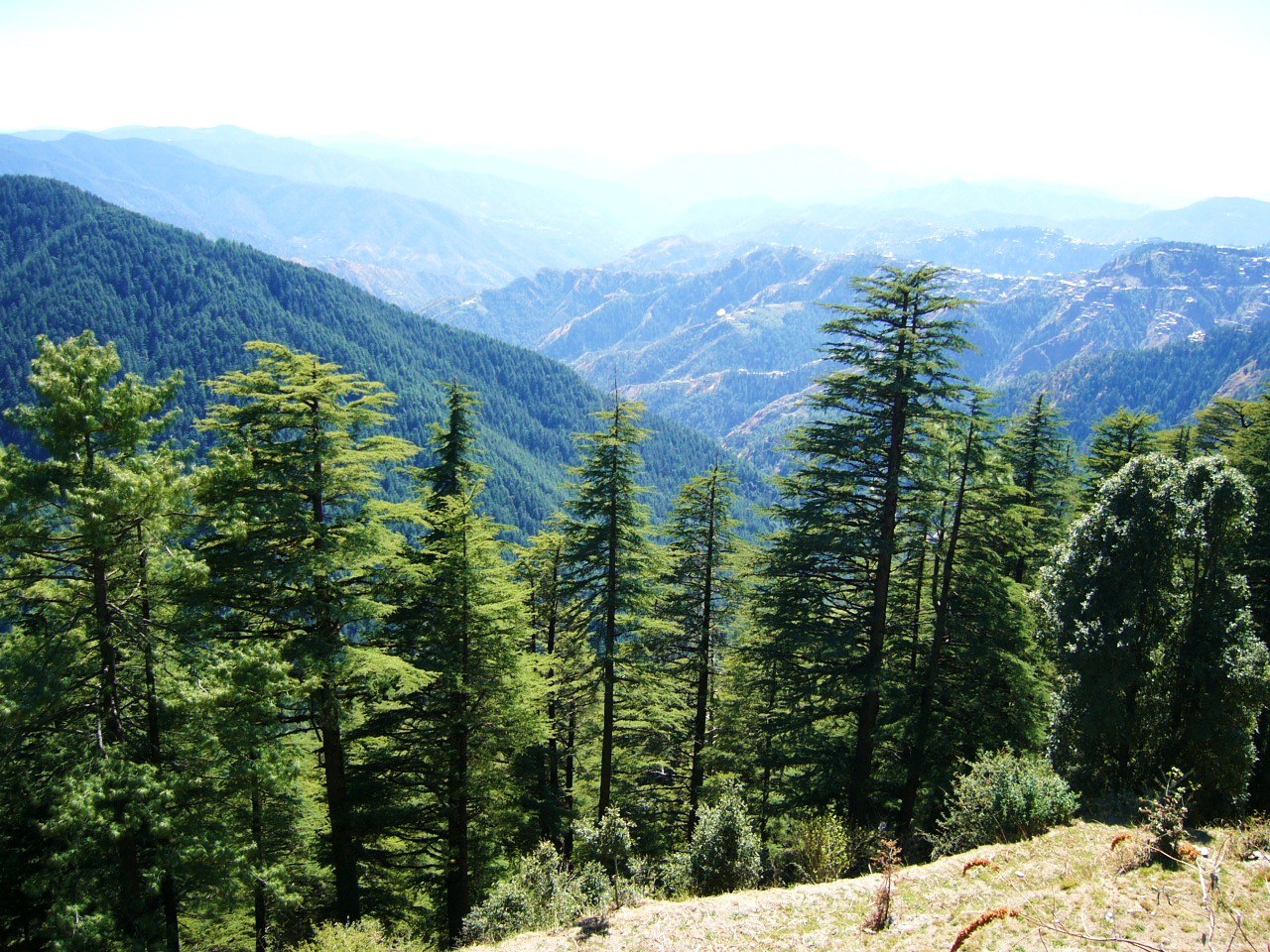
L'habitat de Cedrus deodara dans les montagnes de l’Himalaya, en Inde.
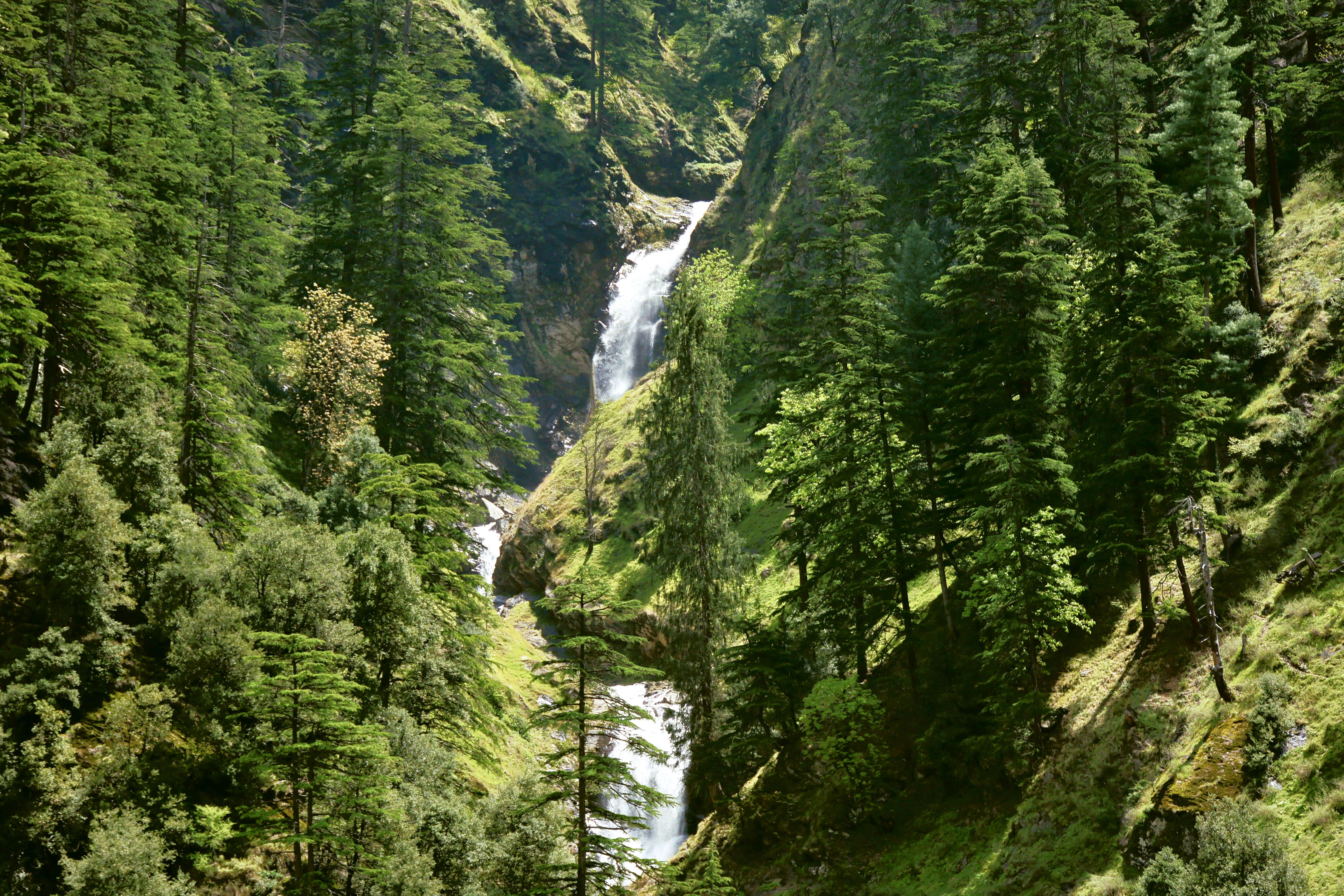
Des cèdres dans leur habitat.
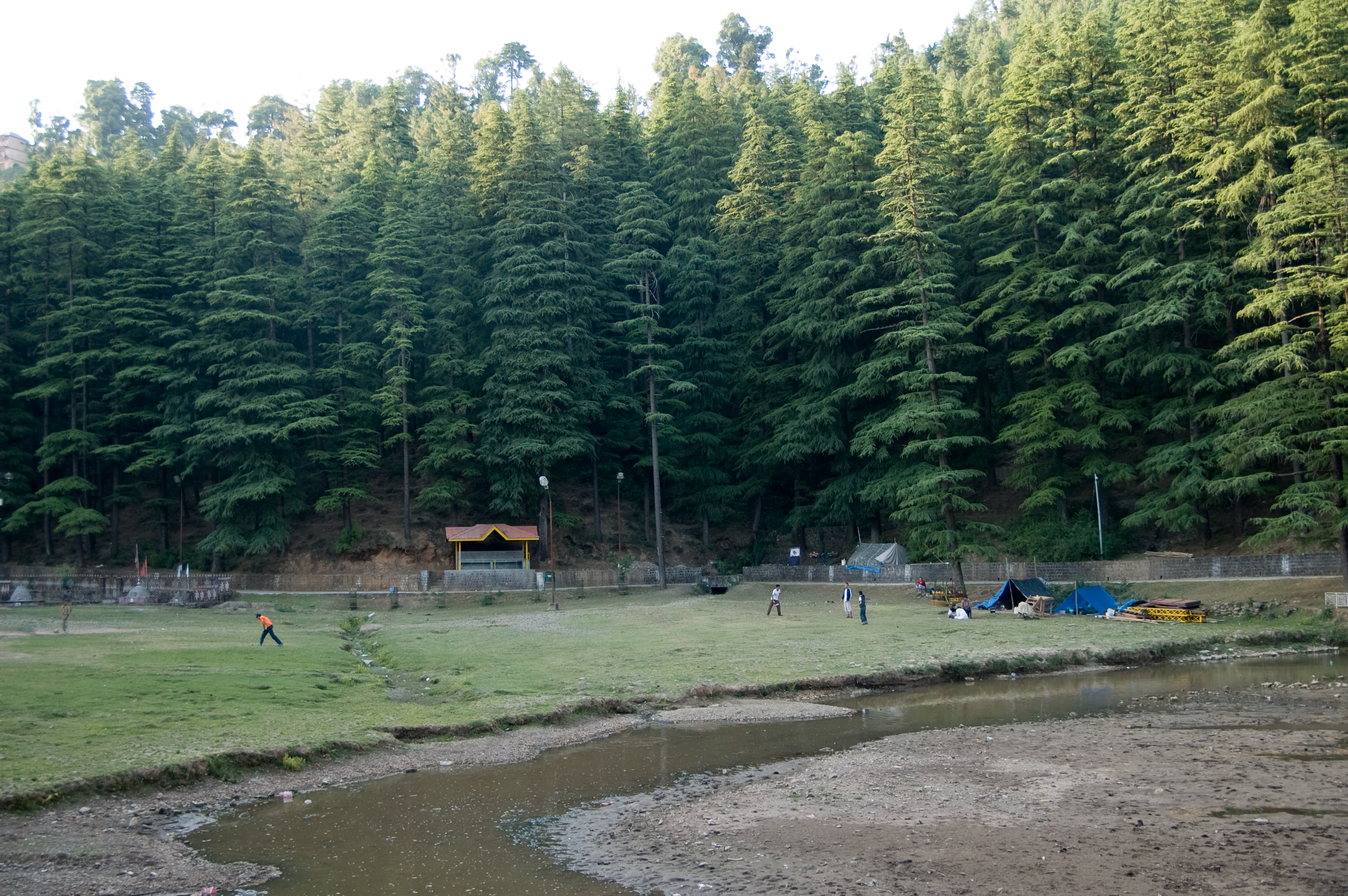
Une cédraie dense plus jeune, en Inde.
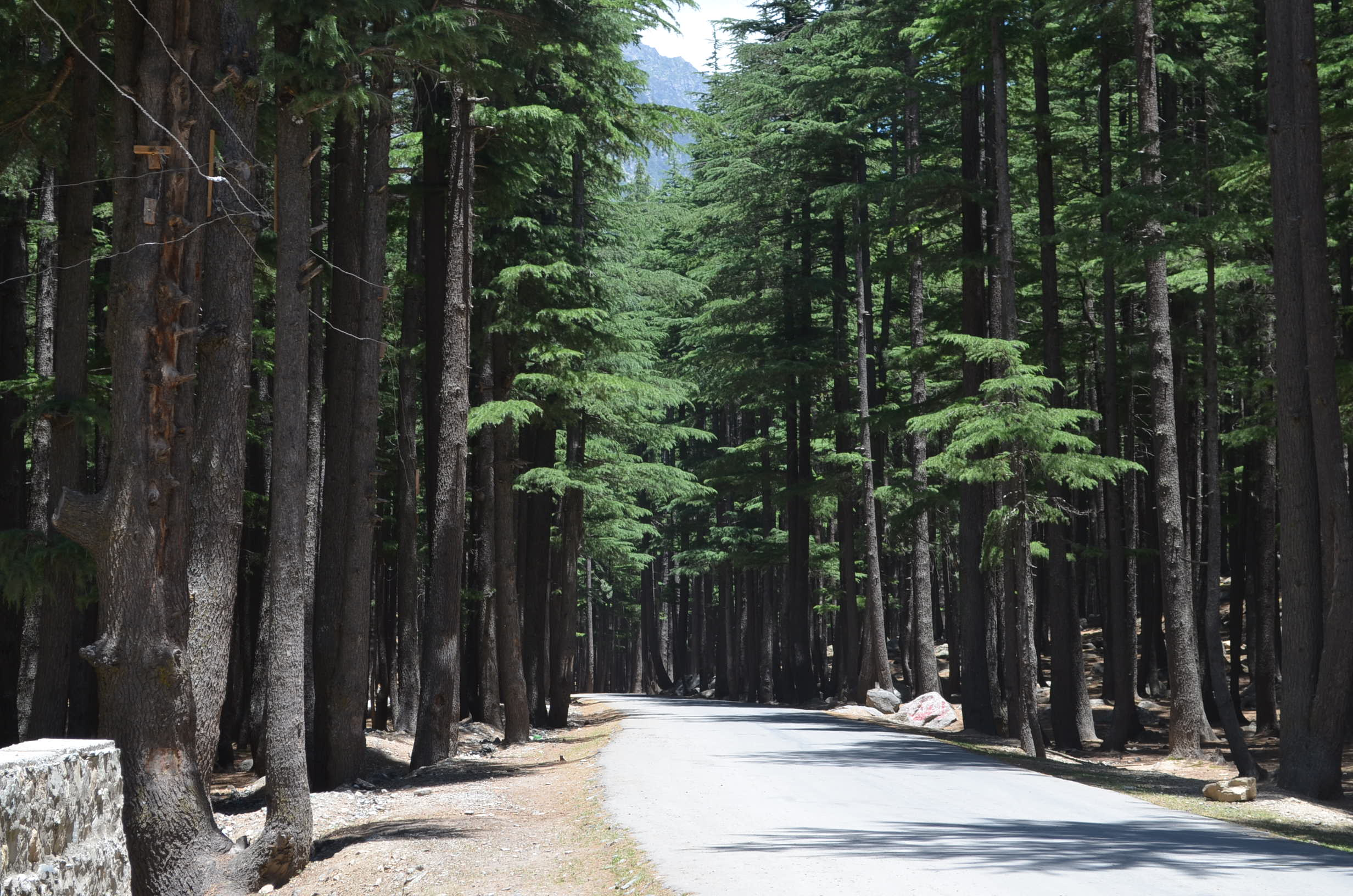
Une route passant dans une futaie, dans l'Himalaya.

## Statut de conservation
L'UICN a classé cette espèce dans la catégorie « LC » (préoccupation mineure) car même si l'exploitation de son bois sur son aire de répartition naturelle est non négligeable, la régénération des populations est elle aussi réelle et il reste de nombreuses forêts où cette espèce est commune, voire dominante.
Les principales menaces pour l'espèce sont d’une part l'exploitation légale ou illégale sur certaines zones, telles que l'Afghanistan, mais aussi la déforestation et la conversion des zones forestières en zones agricoles, notamment en Inde et au Pakistan.

## Utilisation

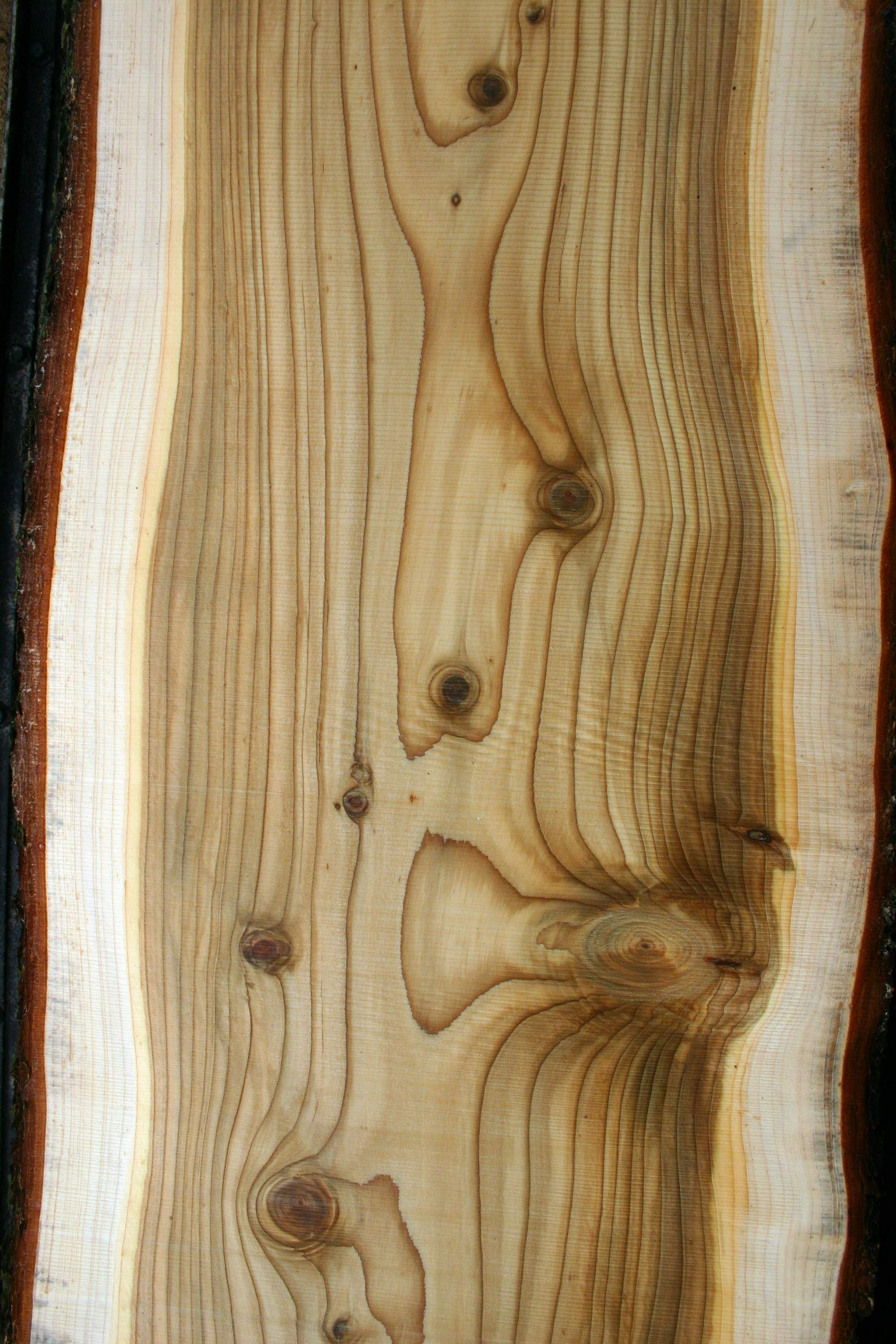
Bois de cèdre de l'Himalaya.

Il a été introduit en Europe au début du XIXe siècle, vers 1820,C'est un arbre utilisé principalement pour l'ornementation dans les parcs, mais son bois peut être utilisé pour la construction (dans la structure des bâtiments), les meubles, les ponts, ou encore pour la construction navale.

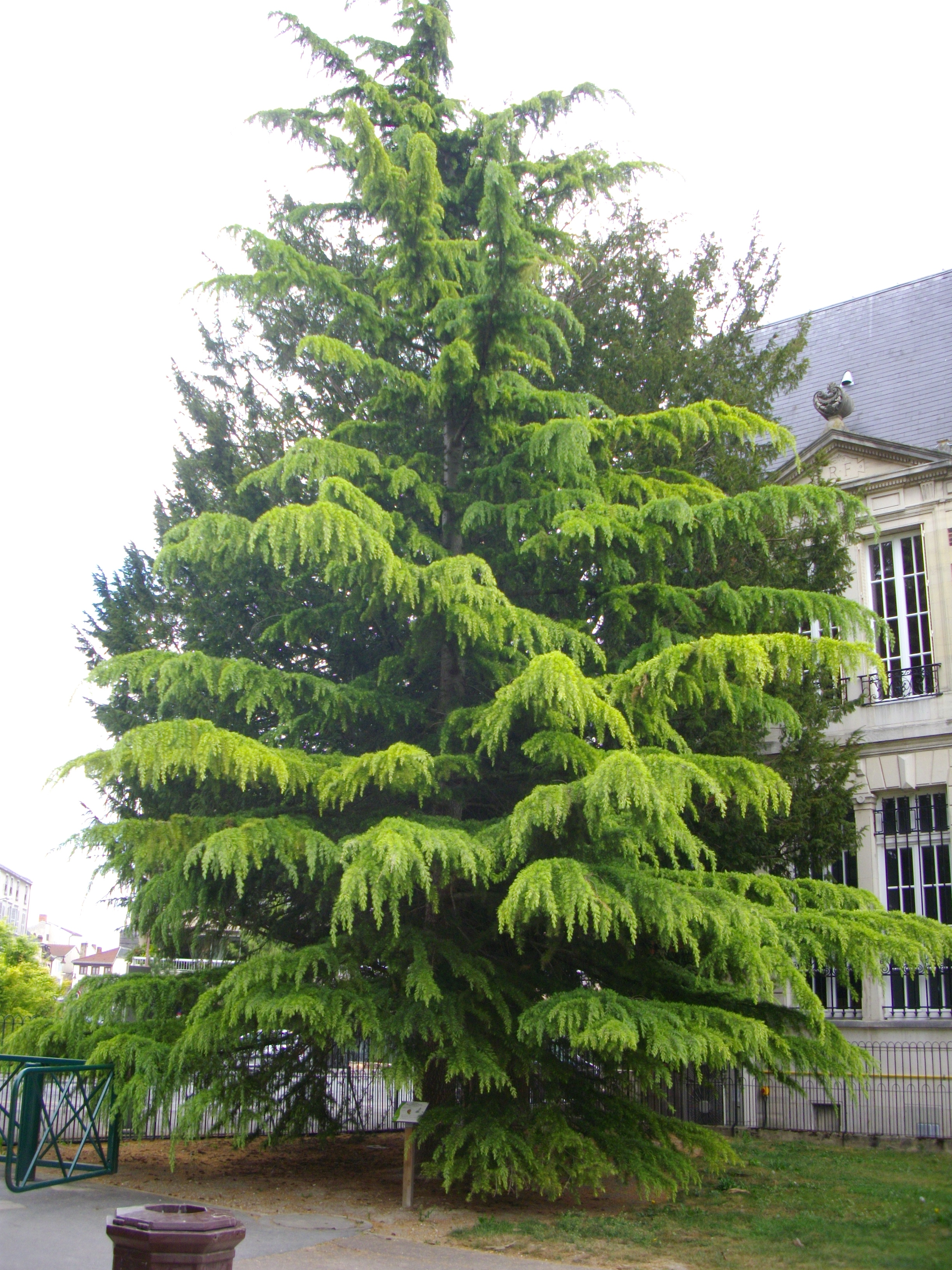
Un jeune cèdre de l'Himalaya dans un jardin à Châlons-en-Champagne. Cette espèce est reconnaissable à ses jeunes rameaux de l'année qui sont fort retombants (pleureurs).
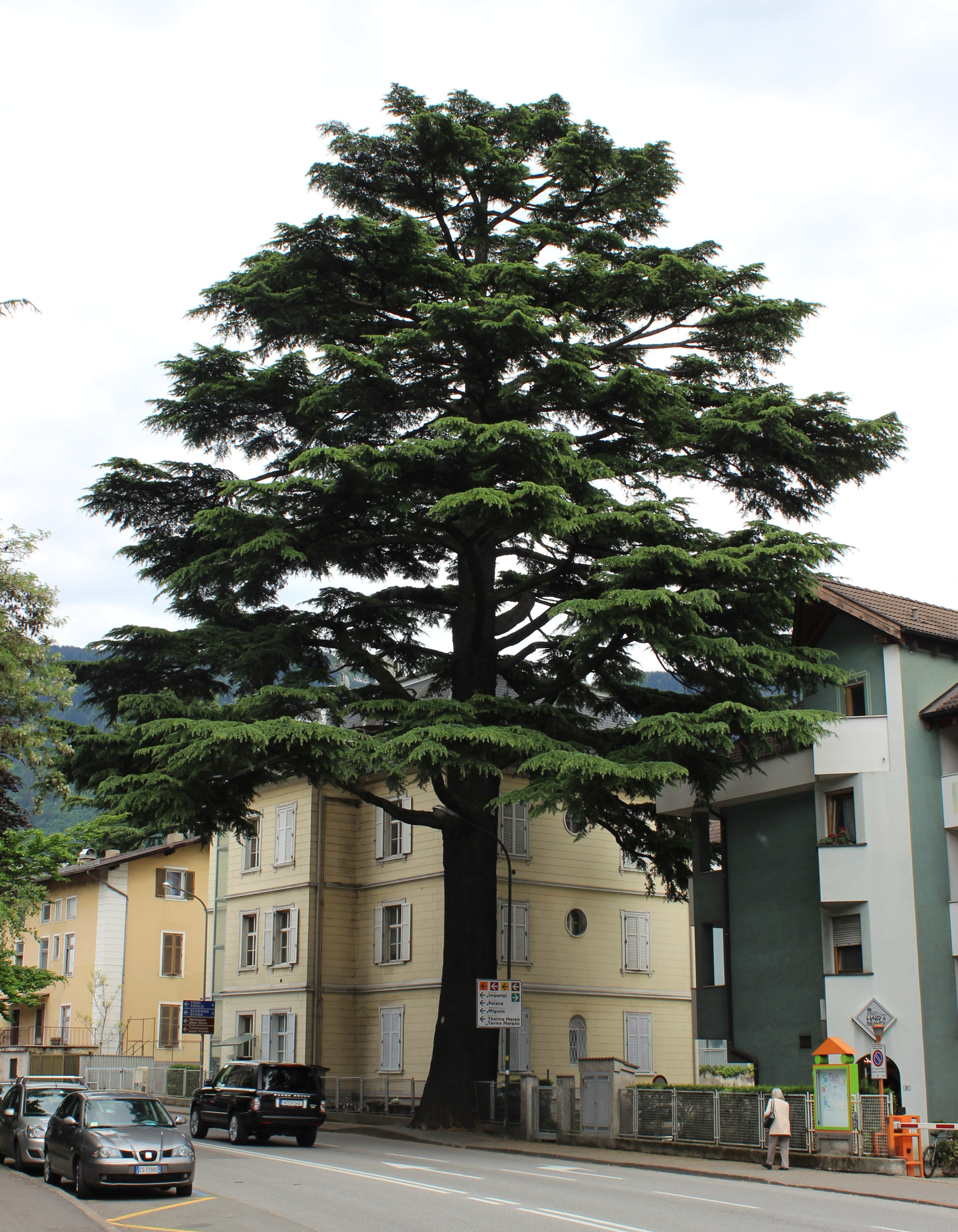
Un vieux spécimen en Autriche. C'est un arbre bien adapté au climat d'une grande partie de l'Europe occidentale. Il pousse vigoureusement et peut atteindre une taille considérable.

## Variétés
- Le Cèdre de l'Himalaya (Cedrus deodara), utilisé pour la fabrication de l'huile de cèdre et originaire des régions de l'Himalaya, apprécie les étés humides et les hivers secs. Sa croissance est moyenne, avec une hauteur de l'ordre de 25 m[8] et un aspect pyramidal. Ses aiguilles sont vert-bleuté.
- Le cèdre de l'Himalaya doré (Cedrus deodara 'Aurea') possède des aiguilles jaunâtres. Sa croissance est plus lente et sa hauteur inférieure à celle de Cedrus deodora.
- Le cèdre de l'Himalaya pleureur (Cedrus deodara 'Pendula'). Sa croissance est lente, ses aiguilles vert-bleuté et sa hauteur de l'ordre de 4 m[9].